# Rivetina baetica baetica
Rivetina baetica baetica es una subespecie de mantis de la familia Mantidae.

## Distribución geográfica
Se encuentra en Afganistán, Grecia, Israel, Italia, Jerusalén y Turquestán.